# Cis sasajii
Cis sasajii is een keversoort uit de familie houtzwamkevers (Ciidae). De wetenschappelijke naam van de soort werd in 2001 gepubliceerd door Kawanabe.